# Dellwood (Missouri)
Dellwood ist eine City im St. Louis County im US-Bundesstaat Missouri. Das U.S. Census Bureau hat bei der Volkszählung 2020 eine Einwohnerzahl von 4.914 ermittelt.

## Geographie
Die Koordinaten von Dellwood liegen bei 38°45'30" nördlicher Breite und 90°16'28" westlicher Länge.
Nach Angaben des United States Census 2010 erstreckt sich das Stadtgebiet von Dellwood über eine Fläche von 2,67 Quadratkilometer (1,03 sq mi).

## Bevölkerung
Nach dem United States Census 2010 lebten in Dellwood 5025 Menschen verteilt auf 1834 Haushalte und 1336 Familien. Die Bevölkerungsdichte betrug 1882,0 Einwohner pro Quadratkilometer (4878,6/sq mi).
Die Bevölkerung setzte sich 2010 aus 18,0 % Weißen, 79,2 % Afroamerikanern, 0,4 % Asiaten, 0,5 % amerikanischen Ureinwohnern, 0,3 % aus anderen ethnischen Gruppen und 1,7 % stammten von zwei oder mehr Ethnien ab.
In 42,8 % der Haushalte lebten Personen unter 18 Jahre und in 7,4 % Menschen die 65 Jahre oder älter waren. Das Durchschnittsalter betrug 34,6 Jahre und 44,5 % der Einwohner waren männlich.

## Belege
1. ↑  Explore Census Data Total Population in Dellwood city, Missouri. Abgerufen am 2. Februar 2023.
2. ↑   United States Census
3. ↑   American Fact Finder